# Songs of Grief and Solitude
«Songs of Grief and Solitude» (укр. Пісні Скорботи і Самітності) це п'ятий студійний альбом українського блек-метал гурту «Drudkh», виданий у 2006 році, британським лейблом «Supernal Music». Ілюстрації Олександра Міхнушова для оформлення альбому взято із книги «З живого джерела» (1990).

## Зміст
1. «Захід Сонця в Карпатах» (англ. Sunset in Carpathians) — 2:47
2. «Сльози Богів» (англ. Tears of Gods) — 8:34
3. «Стародавній Танець» (англ. Archaic Dance) — 3:28
4. «Чумацький Шлях» (англ. The Milky Way) — 9:52
5. «Чому Буває Сумне Сонце» (англ. Why the Sun Becomes Sad) — 5:45
6. «Журавлі Ніколи Не Повернуться Сюди» (англ. The Cranes Will Never Return Here) — 3:26
7. «Сивий Степ» (англ. rey-Haired Steppe) — 2:08